# Seznam tornád v Česku
Toto je neúplný seznam tornád, která se objevila a byla zaznamenána na území Česka.
| Měsíc        | leden | únor | březen | duben | květen | červen | červenec | srpen | září | říjen | listopad | prosinec |
| Počet tornád | 1     | 1    | 1      | 6     | 15     | 17     | 21       | 11    | 8    | 3     | –        | –        |

## Starší období

### 1119
- 30. července – Tornádo v Praze 1119, síla F3–F4: „Dne 30. července ve středu, když se již den chýlil k večeru, prudký vichr, ba sám satan v podobě víru, udeřiv náhle od jižní strany na knížecí palác na hradě Vyšehradě, vyvrátil od základů starou a tedy velmi pevnou zeď, a tak – což jest ještě podivnější zjev – kdežto obojí strana, přední i zadní, zůstala celá a neotřesená, střed paláce byl až k zemi vyvrácen a rychleji, než by člověk přelomil klas, náraz větru polámal hořejší a dolejší trámy i s domem samým na kousky a rozházel je. Tato vichřice byla tak silná, že kdekoli zuřila, v této zemi svou prudkostí vyvrátila lesy, štěpy a vůbec vše, co jí stálo v cestě.“ – Kosmova Kronika česká

### 1582
- 24. května – Tornádo o síle F3 v jihočeských Kestřanech.[1]

### 1585
- 6. července – Tornádo o síle F3 vpodvečer prošlo jihočeskými obcemi Neznašov, Temelín a Sedlec.[1]
- 14. srpna – Tornádo o síle F3 bylo zaznamenáno v obci Koclířov východně od Svitav.[1]

### 1586
- 1. května – V Benátkách a Litomyšli byl zaznamenán ničivý povětrnostní úkaz, pravděpodobné tornádo o síle F2–F3.[1]

### 1592
- 5. srpna – Tornádo o síle F2–F3 bylo zaznamenáno v severomoravském Fulneku.[1]

### 1607
- 27. července – Pravděpodobné tornádo o síle F2 v obcích Ročov, Peruc a Donín jihovýchodně od severočeských Loun.[1]

### 1701
- 13. srpna – Tornádo o síle F3 zasáhlo ve večerních hodinách Olomouc.[1]

### 1753
- 9. července – Před polednem bylo zaznamenáno pravděpodobné tornádo o síle F2 ve východočeské Dobrušce.[1]

### 1785
- 21. června – Pravděpodobné tornádo o síle F2 bylo večer zaznamenáno ve středočeských Milčicích.[1]

### 1795
- 31. července – Kolem třetí hodiny odpolední bylo zaznamenáno pravděpodobné tornádo o síle F2 ve východočeských obcích Stolín, Olešnice, Zábrodí, Červený Kostelec, Horní Radechová a Žďárky.[1]

## 19. století

### 1811
- 2. června – Kolem šesté hodiny podvečerní prošlo tornádo o síle F2 severočeskou oblastí Třebenice, Lovosice, Žalhostice, Litoměřice, Žitenice.[1]

### 1822
- 26. července – Tornádo o síle F2 prošlo přes Roseč, Políkno, Horní Žďár, Dolní Žďár, Malíkov nad Nežárkou a Horní Pěnu na Jindřichohradecku, zaznamenána byla i 2 úmrtí a 1 zranění.[1]

### 1824
- 27. července – Mezi jednou a druhou hodinou odpolední prošlo tornádo o síle F2 přes obce Nová Ves, Krásná Studánka, Fojtka na Liberecku.[1]

### 1827
- 9. června – Tornádo o síle F2 v obci Čížov na Vysočině.[1]

### 1831
- 2. května – Tornádo o síle F2–F3 zasáhlo severočeské Louny, zaznamenáno bylo 1 úmrtí.[1]

### 1843
- 25. května – Před polednem zasáhlo tornádo o síle F2 oblast východně od Domažlic, od Nýrska severním směrem přes Pocinovice, Loučim, Poběžovice, Úboč, Kanice a Staňkov až po Kladruby, zaznamenáno bylo několik zranění a více než 2 úmrtí.[1]

### 1846
- 6. července – Tornádo o síle F2 bylo kolem sedmé hodiny večerní zaznamenáno v Praze.[1]

### 1847
- 20. května – Kolem třetí hodiny odpolední bylo zaznamenáno pravděpodobné tornádo o síle F2 u obcí Sady, Vésky a Kunovice na Uherskohradišťsku.[1]
- 26. srpna – Po páté hodině odpolední zasáhlo tornádo o síle F2 východočeské obce Kunvald, Kunačice a Bubnov.[1]

### 1867
- 19. července – Po jedenácté hodině dopolední bylo zaznamenáno tornádo o síle F2 ve východočeských Černíkovicích.[1]

### 1868
- 30. dubna – Kolem šesté hodiny vpodvečer bylo zaznamenáno tornádo o síle F2–F3 v Olešnici v Orlických horách.[1]

### 1869
- 8. května – Tornádo o síle F2 v severočeské Smolnici.[1]

### 1870
- 13. října – Tornádo popsal při svém pobytu v klášterním bytě na Starém Brně přírodovědec Gregor Johann Mendel. Jednalo se o první doložené tornádo na jižní Moravě, o měsíc později Mendel přednesl svoje poznatky na zasedání Přírodovědeckého spolku. Podle něj tornádo vzniklo krátce před svým vstupem do města a brzy po jeho opuštění zase zaniklo, vzdušný vír postupoval od západu k východu, jeho dráha byla dlouhá 7,5 kilometru o přibližné šířce od 100 po 220 metrů.[2][3] Vyskytlo se kolem jedné hodiny odpolední a mělo sílu F2.[1]

### 1873
- 29. června – Před polednem bylo zaznamenáno tornádo o síle F2 ve slezské Opavě.[1]

### 1876
- 7. září – Před polednem prošlo tornádo o síle F2 východočeskou oblastí Smidary, Myštěves, Podlesí, Šaplava, Bašnice, Chvalina a Svatogothardská Lhota.[1]

### 1885
- 12. června – Tornádo o síle F2 bylo odpoledne zaznamenáno v severočeských Litoměřicích.[1]

### 1886
- 7. dubna – Pravděpodobné tornádo o síle F2 před čtvrtou hodinou odpolední zasáhlo severočeský Křimov.[1]
- 29. dubna – Tornádo o síle F2 zaznamenaly jihočeské Slavonice, Maříž a Krásné Pole.[1]

### 1891
- 1. července – Mezi pátou a šestou hodinou odpolední bylo zaznamenáno pravděpodobné tornádo o síle F2–F3 v obcích Lomnice nad Popelkou a Dřevěnice severovýchodně od Jičína.[1]

### 1893
- 7. srpna – Tornádo o síle F2 bylo zaznamenáno kolem jedné hodiny odpolední v severočeské Slunečné a Svobodné Vsi na Českolipsku.[1]
- 24. srpna – Kolem jedenácté hodiny dopoledne zasáhlo tornádo o síle F2 východočeské obce Prosečné a Klášterská Lhota.[1]

### 1897
- 3. září – Kolem deváté hodiny večerní bylo tornádo o síle F2 zaznamenáno v severočeských obcích Bohušovice nad Ohří a Počaply.[1]

### 1899
- 1. září – Před polednem zasáhlo tornádo o síle F2 Malšovice, dnešní část Hradce Králové, zaznamenány byly více než 2 zraněné osoby.[1]
- 2. září – Mezi třetí a čtvrtou hodinou odpolední prošlo tornádo o síle F2 středočeskými obcemi Barochov, Babice, Nespeky, Pyšely, Městečko a Poříčí nad Sázavou, bylo zaznamenáno několik zraněných.[1]

## 20. století

### 1900
- 1. října – Kolem druhé hodiny odpolední bylo zaznamenáno tornádo o síle F2 v severočeských obcích Rašovice, Stružnice, Nové Zákupy a Noviny pod Ralskem na Českolipsku.[1]

### 1904
- 23. dubna – Kolem třetí hodiny odpolední prošlo tornádo o síle F2–F3 severočeskými obcemi Ostré, Lukov a Dubičná a zanechalo 25 zraněných osob.[1]

### 1910
- 11. května – Po sedmé hodině večerní zasáhlo tornádo o síle F3 obce Merklín, Klatovy a Bečov nad Teplou na Karlovarsku.[1][4]
  - Téhož dne bylo zaznamenáno i pravděpodobné tornádo o síle F2 v západočeské Aši.[1]

### 1915
- 17. července – Před pátou hodinou odpolední bylo zaznamenáno tornádo o síle F2 v severočeských obcích Chuchelna a Řeky na Semilsku.[5]

### 1916
- 5. července – V půl jedné odpoledne bylo zaznamenáno tornádo o síle F3 v obcích Velká Losenice a Malá Losenice na Vysočině.[5]
  - Téhož dne prošlo tornádo o síle F2 také v severomoravské Břidličné.[5] V půl třetí odpoledne bylo také zaznamenáno pravděpodobné tornádo o síle F2–F3 ve středomoravské Velké Střelné (dnešní vojenský újezd Libavá).[5]

### 1922
- 16. srpna – Po půl osmé večer bylo zaznamenáno pravděpodobné tornádo o síle F2–F3 ve východočeské Dobrušce.[5]

### 1923
- 9. května – Kolem páté hodiny odpolední zaznamenaly tornádo o síle F2–F3 západočeská Krásná a Aš.[5]

### 1925
- 11. srpna – Před jedenáctou hodinou v noci bylo zaznamenáno tornádo o síle F3 v severočeských Jabloneckých Pasekách a Proseči nad Nisou.[5]

### 1981
- 11. října – Meteorologové potvrdili tornádo v Rájci-Jestřebí v okrese Blansko.[2][3]

### 1993
- 16. července – Tornádo o síle F2 ve Spáleném Poříčí. Škody: Několik set metrů dlouhý pás zničeného lesního porostu,[6] škody na domech, komplikace v dopravě vzniklé zatarasením komunikací ve městě.[7]

### 1997
- 27. června – Tornádo o síle F2 v okrese Rokycany. Škody: Zničené sady, lesní porosty, škody na rodinných domcích, strhané ploty a zdi, zničení několika stodol.[8]

### 1998
- 21. července – Tornádo o síle F2 v okrese Karlovy Vary. Škody: Značné poškození lesního porostu, vytvořeny rozsáhlé polomy, poškození střech několika domků a stodol.[9]

## 21. století

### 2000
- 12. června – Tornádo o síle F2 v Málkově, okres Chomutov. Škody: Četné poškození porostů podél silnic, škody na lesním porostu, škody na zemědělských plochách, zdemolovaná sportovní hala, zničení střech na zemědělském statku, poškozeno několik domků.[10]
- 2. července – Tornádo o síle F2 v okrese Pelhřimov. Škody: Poničený lesní porost.[11]

### 2001
- 31. května – Tornáda o síle F3 a F2 v okrese Benešov a okres Havlíčkův Brod. Tornádo bylo způsobeno výskytem supercelární bouře Vyskytlo se i několik sekundárních savých vírů. Škody: Zcela zničeno několik lesů — stromy byly vykrouceny, či vylomeny nad kořenem a odhazovány, zničeno několik stodol a hospodářských stavení, poničeno několik obytných domů.[12]
- 20. července – Několik tornád o síle F2 na Moravě. Možný výskyt supercely. Škody: Značně poničené lesní porosty, škody na zemědělských staveních, poničená úroda, škody na obytných domcích, poničena zahrádkářská kolonie.[13]

### 2002
- 10. července – Tornádo poškodilo budovu v lese u Žlutic, doprovázené bylo silným krupobitím.[4]

### 2004
- 9. června – Tornádo v Litovli, síla F3 (252 až 332 km/h). Jasná ukázka síly tornáda v zabydlené oblasti. Škody: Poničeno či zcela zbořeno mnoho budov ve městě, místy zcela zničené veřejné osvětlení a značení. Lampy byly unášeny tornádem i několik metrů, poničené silnice a chodníky. Poškozeno několik parků a mnoho dalších vzrostlých stromů vykrouceno a odhozeno. Poškození či převrácení automobilů, kontejnerů, telefonních budek. Les za městem v pásu několik desítek metrů širokém a stovky metrů dlouhém zcela zničen. Nejsilnější tornádo za posledních 20 let.[14]
  - Den předtím poškozen les u obce Vojkovice na Karlovarsku; spekulovalo se o tornádu.[15]

### 2005
- 29. července – Tornádo o síle F2 v Krušných horách. Škody: zničené střechy budov zemědělského družstva, zničené střechy a zdi u několika obytných budov, poničeno několik aut.[16][4]

### 2007
- 18. ledna – Možné tornádo v obci Třebeň, okres Cheb o síle F2, v rámci bouře Kyrill[17]
- 28. února – Tornádo v obci Heřmanice u Jaroměře, okres Náchod o síle F1.[18]
- 11. července – Tornádo o síle F1 v lesním prostoru v okolí města Trutnov vyvrátilo několik stromů.[19]
- 19. července – Tornádo o síle F1 v obci Zbytiny, okres Prachatice strhalo několik střech.[20]
- 28. září – Tornádo o síle F1 v obci Deštná u Jindřichova Hradce poničilo střechy a způsobilo lesní polomy.[21]

### 2008
- 25. června – Supercelární tornádo o síle EF2 (v úvaze byl i stupeň EF3) na Chrudimsku. Pravděpodobný výskyt sekundárních savých vírů – lokální a ostře vymezené vážné škody na lesním porostu, značně vzdálené od místa působení mateřského tornáda. Škody: rozsáhlé polomy v lesích, místy byly staré smrkové lesy zcela zničené. Mnohaleté stromy byly zlomeny v půli a odhozeny, některé stromy odkorněny a „oškubány“. Poničení mnoha budov, zejména stržení střech. Nejsilnější a nejničivější tornádo od „Litovelského“ tornáda. Škody jsou dodnes[kdy?] viditelné na lesním polomu z letiště Podhořany – směr Krkanka (Železné hory).[zdroj?]

### 2009
- 26. dubna bylo viděno tornádo ve Slaném. Škody byly minimální.[zdroj?]

### 2010
- 21. června – Prostějov (Kralice), škody: Poničení pole s řepkou, žádné větší škody nevznikly. Síla tornáda byla EF1.[zdroj?]

### 2011
- 26. května – Lbín, Žalany a Rtyně na Teplicku, škody: odnesená střecha zemědělského statku, poškozené střechy, desítky polámaných stromů, poškozené dětské hřiště.[22]
- 21. června – Pardubice (Staré Čívice), škody: Poničení budov a průmyslových objektů. Síla tornáda dosáhla F2.[23]

### 2013
- 27. května – Chotětov, kde se objevila pouze tromba, která netrvala ani 3 minuty.
- 18. června – Krnov, konkrétně městské části Kostelec a Ježník. Tornádo prošlo po dráze 5 km během 3 minut, poškodilo cca 40 domů, poškodilo auta, vyvrátilo stromy a způsobilo lehká zranění u 10 osob.[24]

### 2016
- 24. května – Červená Hora, tornádo zničilo střechu zemědělské usedlosti, kompletně srovnalo se zemí zděnou stodolu, poničilo střechy teletníku a kravína a zlikvidovalo stromořadí podél silnice do sousedního Žernova. Obec odřízlo od elektrické energie.[25]

### 2018
- 23. září – Horšov. Podle výrazných škod na statku v Horšově a popadaných stromů v úzkém pásu dlouhém 3 km byla stanovena intenzita tornáda na EF1.[26]
  - Chrášťany (okres Rakovník). Tornádo zprvu zasáhlo Kněževes a Chrášťany, kde poškodilo střechy domů a vyvracelo stromy. Poté tornádo způsobilo extrémní polomy v nedalekém lese a ohnulo 2 stožáry vysokého napětí. Tornádo mělo intenzitu EF1.[27]

### 2021
- 24. června – Tornádo na Břeclavsku a Hodonínsku o síle EF4.[28][29] Silně bylo poničeno 7 obcí, 6 mrtvých, 200–300 zraněných.[30][31]
  - Podle rozsahu škod ve Stebně a Blatnu byly projevy bouře na Podbořansku několik dní považovány za výsledek tornáda o síle EF2,[32][33] ale meteorologové následně stanovili za příčinu downburst, silný sestupný proud studeného vzduchu.[34]

### 2022
- 16. května – Na přeháňce, která postupovala od Hradce Králové směrem na Pardubice, se vyskytlo slabé tornádo s odhadovanou intenzitou F0.[35]
- 13. června – Ve městě Lanžhot na Břeclavsku bylo zaznamenáno tornádo o síle IF1+. Vyvrátilo několik stromů a poškodilo přibližně 30 domů.[36]
- 29. června – Potvrzen výskyt slabého tornáda síly IF1 (dle nové International Fujita scale připravované Evropskou laboratoří silných bouří ESSL) u obce Sviny.[37]
- 10. září – Slabé tornádo poškodilo v obci Hrabětice na Novojičínsku několik střech, vyvrátilo několik stromů a poškodilo místní kapličku.[38]
- 15. září – Zlín zasáhlo ve čtvrtek odpoledne slabé tornádo, intenzity IF1.[39] Potvrdili to odborníci z Českého hydrometeorologického ústavu (ČHMÚ). Hasiči v souvislosti s průtrží mračen a silným větrem ve čtvrtek ve Zlíně vyjížděli pouze k poškozenému billboardu v místní části Malenovice.[40]

### 2023
- 31. března – Český hydrometeorologický ústav spolu se skupinou Czech Thunderstorm Research Association (CTRA) potvrdili výskyt slabého tornáda pravděpodobně síly F0 až F1+ mezi obcemi Kunštát a Letovice, kontakt se zemí byl zaznamenány u obcí Nýrov a Lhota.[41][42]
- 29. dubna – Český hydrometeorologický ústav začal prošetřovat škody způsobené možným tornádem F1 u obcí Lubná a Polička na Svitavsku.[43][44]
  - Terénní průzkum organizace Czech Thunderstorm Research Association (CTRA) potvrdil výskyt slabého tornáda u obce Nejepín na Havlíčkobrodsku.[45]
- 10. června – Obec Lubná u Poličky na Svitavsku byla kolem 12:30 zasažena tornádem o odhadované intenzitě F0 až F1.[46]
- 30. července – Jižně od Chlumce nad Cidlinou bylo potvrzeno slabé tornádo o intenzitě F0 až F1.[47]
- 6. srpna – Na Nymbursku se objevily tromba a tornádo do síly F1 a způsobily velmi malé škody.[zdroj?]
  - Tornádo o síle F0 v podhorské oblasti na Ústecku,[ujasnit] beze škod.[zdroj?]
- 7. srpna – Fryšták na Zlínsku, slabé tornádo do síly F1, škody minimální.[zdroj?]
- 9. srpna – Rychnovsko, odpoledne slabé tornádo o síle F1, škody 10 milionů korun.[zdroj?]

### 2024
- 18. května – Valtířov na Ústecku, tornádo o síle F0+ až F1, škody minimální.[48]

### 2025
- 18. května – slabé tornádo u obce Vyšný u Českého Krumlova; poškozen les.[49][50]